# Федоровские
Федоровские (пол. Fedorowski) — дворянский род.
Потомства Фёдора Федоровского, жителя Кролевацкого (XVII в.)

## Описание герба
В красном стенчатом поле серебряный зубчатый пояс.
Нашлемник: возникающий воин без рук в синем одеянии и белом колпаке между двух крыльев.